# Wilmar Valdez
Wilmar Valdez (Tala, Canelones, 10 de junio de 1965) es un escribano, dirigente deportivo y periodista deportivo uruguayo. 
Tuvo una destacada carrera deportiva como presidente del Club Atlético Rentistas del Uruguay, llegando a ser electo el 2 de abril de 2014 como presidente de la Asociación Uruguaya de Fútbol. El 4 de marzo de 2015 fue elegido como vicepresidente tercero de la Confederación Sudamericana de Fútbol, sin embargo, debido al caso de corrupción en la FIFA, detectado en el año en 2015, sucesivamente ascendió al cargo de vicepresidente segundo y vicepresidente primero, debido a las renuncias de sus antecesores Rafael Esquivel de Venezuela y Sergio Jadue de Chile respectivamente. Finalmente, tras la detención del presidente de CONMEBOL Juan Ángel Napout el 3 de diciembre de 2015 y su posterior renuncia al cargo el 11 de diciembre de 2015, fue investido oficialmente como presidente de este organismo, cargo que ejerció de manera interina hasta el 26 de enero de 2016, cuando fue sucedido por el paraguayo Alejandro Domínguez.
El 30 de julio de 2018, anuncia su renuncia al cargo de Presidente de la Asociación Uruguaya de Fútbol por motivos familiares y personales.

## Biografía

### Rentistas
Valdez comenzó su carrera como dirigente deportivo en el Club Atlético Rentistas a mediados de los 90, ayudando en las formativas del club y luego siendo dirigente de las mismas.
Escaló posiciones en el club, hasta llegar a ser presidente del mismo en 2004, cargo que ocupó hasta 2008. Luego continuó como vicepresidente y representante en la AUF de Rentistas.

### AUF
El 2 de abril de 2014, Valdez fue elegido presidente de la Asociación Uruguaya de Fútbol luego de una larga y polémica asamblea, en la que el entonces presidente de Danubio Oscar Curutchet se bajó sorpresivamente de la candidatura en la cual era favorito y permitió la hasta entonces impensada elección del dirigente de Rentistas.
Su puesto al cargo de la presidencia de dicha asociación culminó el 30 de julio de 2018, cuando Wilmar anunció su renuncia por motivos personales y familiares.

### CONMEBOL
El 4 de marzo de 2015 Valdez fue elegido como vicepresidente tercero de la Confederación Sudamericana de Fútbol en medio del escándalo de corrupción desencadenado en la FIFA, que propició la elección de un nuevo Consejo Ejecutivo en la CONMEBOL, dado su cargo como presidente de la AUF. 
Pasó a ser primero vicepresidente segundo cuando Rafael Esquivel, presidente de la Federación Venezolana de Fútbol y vicepresidente primero de la CONMEBOL fuera arrestado el 27 de mayo de 2015; y presidente primero el 18 de noviembre de ese año luego de que el entonces presidente de la Asociación Nacional de Fútbol Profesional de Chile (ANFP) Sergio Jadue fuera también acusado por el FBI en medio del caso de corrupción en la FIFA.
El 3 de diciembre de 2015 el entonces presidente de la CONMEBOL Juan Ángel Napout es detenido en Zúrich en medio de investigaciones por corrupción y es obligado a dejar su cargo provisionalmente. De esa manera, Wilmar Valdez pasa automáticamente a ser presidente interino de la Confederación Sudamericana de Fútbol.
El 11 de diciembre de 2015 Juan Ángel Napout renuncia a la presidencia de la CONMEBOL y se decide votar un nuevo presidente el 26 de enero de 2016, día en el que termina el interinato de Valdez. De esa manera, el uruguayo no debió renunciar a la presidencia de la AUF mientras ejerció en la Confederación Sudamericana. El 15 de diciembre anuncia que será candidato en las elecciones.
El 22 de diciembre de 2015 tuvo su primer acto importante al frente del organismo rector del fútbol sudamericano, siendo orador en el sorteo de la 57.ª edición de la Copa Libertadores de América. En dicho acto, el presidente lamentó los sucesos que sacudieron al fútbol sudamericano y mundial en el caso de corrupción de la FIFA de 2015 e instó a comenzar una nueva etapa en la historia de la CONMEBOL.
El lunes 11 de enero de 2016 Valdez presentó su candidatura a presidir la Confederación Sudamericana, al igual que el paraguayo Alejandro Domínguez, presidente de la Asociación Paraguaya de Fútbol, quien sería su único rival en las elecciones de febrero.
El 24 de enero de 2016, Valdez renuncia a su candidatura a presidir la CONMEBOL  luego de que la mayoría de los países mostraran su apoyo a Alejandro Domínguez de cara a las elecciones. El 26 de enero los 10 presidentes de las asociaciones sudamericanas, incluido el propio Valdez, eligieron en forma unánime al paraguayo como nuevo presidente de la Confederación Sudamericana de Fútbol.

### FIFA
Mientras fue vicepresidente de CONMEBOL, Valdez formó una relación de amistad con el entonces secretario general de la UEFA Gianni Infantino. En octubre de 2015 el suizo presentó su candidatura a presidente de la FIFA para las elecciones a celebrarse el 26 de febrero de 2016 y pronto Valdez lideró una campaña para que la Confederación Sudamericana apoye dicha candidatura.
El 28 de enero de 2016, luego de las elecciones en la CONMEBOL, el ente anunció oficialmente su apoyo a Infantino. Dicho apoyo permitió al exsecretario de la UEFA y amigo de Valdez hacerse con el cargo de presidente de la FIFA en las elecciones de febrero en Zúrich. La delegación uruguaya, encabezada por el propio Valdez, fue la primera en festejar con el flamante presidente y éste ratificó que visitaría Uruguay en marzo de 2016. Luego de las elecciones de la FIFA, Valdez e Infantino se dedicaron tuits felicitándose y agradeciendo el apoyo, respectivamente. El presidente de la AUF destacó que la victoria del suizo era importante para Sudamérica y que avizoraba una buena nueva etapa para el fútbol de esta región. El 29 de marzo finalmente el suizo visitó Uruguay, fecha en la que la selección uruguaya disputó su partido por eliminatorias frente a la selección peruana, en la que Uruguay ganaría por 1 a 0. Infantino habló, entre otras cosas, sobre la posible candidatura de Uruguay y Argentina para la Copa Mundial de 2030, que será el año del aniversario número 100° de la Copa del Mundo.